# Rebelde (telenovela brasileira)
Rebelde (estilizada como REBƎLDE) é uma telenovela brasileira produzida e exibida pela Record entre 21 de março de 2011 e 12 de outubro de 2012, em 410 capítulos. É uma versão da telenovela argentina Rebelde Way, de Cris Morena, que gerou uma franquia de adaptações pelo mundo, incluindo a mais famosa, a mexicana Rebelde.
Escrita por Margareth Boury, com colaboração de Ana Clara Santiago, Carolina Galvão, Emílio Boechat, Gidran Dipp, Renê Belmonte e Valéria Motta, sob direção de Daniel Ghivelder, Léo Miranda, Patrícia Fallopa e Rudi Lagemann e direção geral de Ivan Zettel. Rebelde foi exibida em duas temporadas: a primeira de 21 de março de 2011 a 12 de março de 2012, em 256 capítulos, e a segunda de 13 de março a 12 de outubro de 2012, em 154 capítulos.
Rebelde é uma obra representativa na história da teledramaturgia da Record por, além de ser a segunda parceria com a emissora mexicana, retomar a produção e exibição de duas telenovelas simultâneas em sua programação e ser a primeira de seu gênero a ser produzida em alta definição. A novela teve seu término previsto para 2013, porém após a baixa audiência registrada, isso foi adiantado para novembro de 2012, até ser acertado para outubro.
A trama narra o cotidiano de adolescentes que estudam num colégio em regime de semi-internato e tanto eles quanto os demais alunos do colégio enfrentam os "dramas" típicos do período, como a descoberta do primeiro amor, os conflitos de autoimagem, o desenvolvimento de distúrbios alimentares, o relacionamento conflituoso com os pais, o bullying e o alcoolismo. Os nomes dos personagens e seus perfis foram levemente alterados por Boury, o que causou certa controvérsia entre os fãs da versão mexicana, que fora bastante popular no Brasil durante sua exibição. Na trama, os seis principais personagens formam uma banda fictícia denominada Rebeldes – e os seis atores que os interpretaram formaram, consequentemente, um grupo musical de mesmo nome, fazendo apresentações pelo Brasil.
Conta com Sophia Abrahão, Lua Blanco, Micael Borges, Arthur Aguiar, Chay Suede e Mel Fronckowiak nos papéis principais.

## Antecedentes e contexto
Ainda em 2005, com a contratação do dramaturgo Lauro César Muniz, a Record anunciou seus planos de passar a ter, em sua programação, dois horários distintos destinados à exibição de telenovelas. A emissora já possuía, à época, o RecNov, um estúdio localizado no Rio de Janeiro destinado à produção de sua teledramaturgia, de forma similar ao que a TV Globo já fazia nos estúdios Projac. A estrutura, entretanto, ainda não estava totalmente definida, e as filmagens de Prova de Amor a ocupavam integralmente. Uma vez que as obras de ampliação não iriam estar concluídas em tempo hábil para o início das filmagens de Cidadão Brasileiro, a telenovela escrita por Muniz, outros locais foram utilizados pela emissora como cenário. Em março do ano seguinte, Cidadão Brasileiro começou a ser exibida nesse segundo horário. A telenovela foi exibida, em seu mês de estreia, às 20h30, mas sofreria nos meses seguintes uma série de mudanças em seu horário até regularizar-se às 22h00. Esse horário foi seguido pela produção que a sucedeu, Vidas Opostas, enquanto o horário "das oito" seria posteriormente ocupado por Luz do Sol, que começou a ser exibida em 21 de março de 2007.
Entre 2006 e 2009, sucedendo à Cidadão Brasileiro, cinco telenovelas estrearam no horário das 20h30 e em novembro de 2009, a emissora anunciou que já tinha capacidade de realizar até seis produções ao mesmo tempo, reforçando o projeto de implementar não apenas dois, mas três horários destinados à exibição de telenovelas, algo que vinha sendo cogitado desde 2005, quando Margareth Boury foi anunciada como a autora de uma produção com temática juvenil até então denominada E Aí?, que seria exibida à tarde, mas que acabou não sendo produzida. Boury escreveria, em 2006, Alta Estação, telenovela que inauguraria um terceiro horário distinto destinado à exibição de produções do gênero. Embora bem recebida pela crítica, a telenovela não alcançou índices de audiência considerados satisfatórios pela emissora, não conseguindo se consolidar como a segunda maior audiência do horário – o que levou ao seu cancelamento em maio do ano seguinte, pouco antes do término de sua primeira temporada e com os roteiros da segunda já sendo produzidos. O site NaTelinha, do portal de notícias UOL, chegaria a mencionar que tal cancelamento representaria uma decisão "precipatada" e "lamentável", colocando "um ponto final na terceira faixa de novelas, projeto audacioso da Record que dificilmente terá continuidade". Desde então, a emissora não conseguiria exibir, simultaneamente, três telenovelas inéditas. Entre 2007 e 2010, apenas dois horários da programação da emissora foram destinados à exibição de telenovelas.

### Parceria entre Record e Televisa

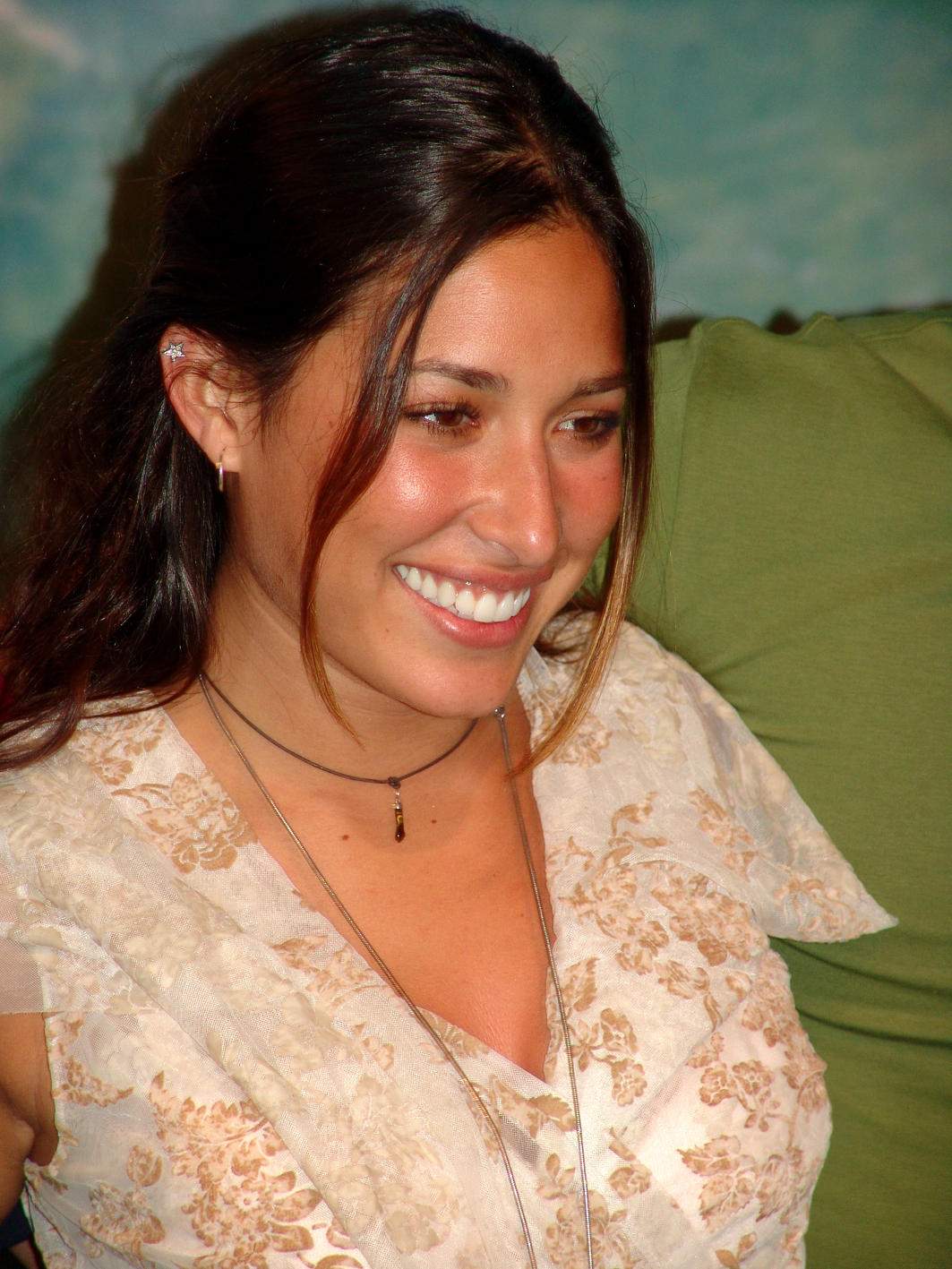
A atriz Giselle Itié, protagonista de Bela, a Feia, primeira coprodução entre Record e Televisa.

Em maio de 2008, o jornalista Daniel Castro, em sua coluna no jornal Folha de S.Paulo, noticiou que a Record e a emissora mexicana Televisa haviam começado a negociar um termo de parceria, que envolvesse não apenas a exibição de tramas produzidas no México – como a emissora tinha, desde 2000, com o canal brasileiro SBT – mas também a produção de regravações destas tramas com atores e roteiros brasileiros, sem restrições para as adaptações que fossem julgadas necessárias. Ainda naquele ano, tal parceria seria oficialmente anunciada por ambas as emissoras. Após o anúncio, o jornal Folha de S.Paulo afirmaria que estavam sendo cogitadas para serem regravadas as telenovelas Rebelde e La fea más bella, com o objetivo de serem exibidos estes remakes no horário das 19h. Rebelde, à época, chegou a ser anunciada pela própria emissora como a primeira produção decorrente desta parceria.
Bela, a Feia, telenovela baseada em La fea más bella, inicialmente representaria um retorno ao terceiro horário de telenovelas, mas atrasos na sua produção fizeram com que fosse reposicionada na programação. Uma segunda coprodução México-Brasil entraria no lugar de Bela, a Feia, mas, em janeiro de 2010, o jornalista José Armando Vannucci noticiou que a Record não apenas não conseguiria exibir três telenovelas ao mesmo tempo, como abandonaria o segundo horário destinado ao gênero, deixando para exibir, no mínimo por todo o primeiro semestre de 2010, apenas uma telenovela: Ribeirão do Tempo.
Em janeiro de 2010, a emissora emitiu um comunicado à imprensa anunciando que, com o término de Poder Paralelo, não iria mais exibir uma telenovela no horário das 22h, com Ribeirão do Tempo substituindo Bela, a Feia, mas que ainda no primeiro semestre exibiria uma nova produção, no horário das 19h. Pouco depois, o jornalista Daniel Castro informou que a Record produziria um remake da telenovela mexicana Cuidado con el ángel, e que este começaria a ser exibido ainda no primeiro semestre. Naquela oportunidade, Margareth Boury foi apontada como a responsável pelo roteiro, que chegou a ganhar provisoriamente o título de "Vivendo o Amor". Vanucci, à época, noticiou a informação lembrando que "oficialmente, a Record diz que a nova novela "mexicobrasileira" está prevista para estrear ainda no primeiro semestre, que acaba no dia 30 de junho".

## Produção
Em junho de 2010, a Record anunciou que não mais produziria um remake da telenovela mexicana Cuidado con el ángel, como vinha sendo até então anunciado, em favor de uma versão brasileira de Rebelde. A telenovela é a segunda coprodução da emissora com a emissora mexicana Televisa, após Bela, a Feia, exibida em 2010. Naquela oportunidade, fora anunciado que as gravações teriam início em agosto daquele ano – e a estreia, ainda em novembro de 2010. Entretanto, em setembro daquele ano fora anunciado que a telenovela só seria exibida a partir de fevereiro de 2011, pois as gravações, até então, não puderam ser iniciadas pela dificuldade que a emissora estava enfrentando na seleção do elenco. Segundo o vice-presidente da Record, Walter Zagari, foram investidos 43 milhões no projeto e a telenovela se tornaria uma "marca", sendo alvo de diversos licenciamentos. Simultaneamente à Rebelde, a emissora anunciava estar produzindo outra telenovela, intitulada Vidas em Jogo, prevista para estrear em abril de 2011 e já planejava implementar, no decorrer de 2011, três horários dedicados à teledramaturgia.

### Escolha do elenco

Os seis principais personagens de Rebelde: Alice, Pedro, Carla, Tomás, Diego e Roberta

A seleção dos seis protagonistas de Rebelde durou quatro meses e teve cerca de 600 candidatos. O cantor Chay Suede participou da quinta temporada do reality show brasileiro Ídolos – e logo após ser eliminado do programa, em setembro de 2010, já era cogitado para integrar o elenco da telenovela, em razão de sua popularidade junto ao público. A saída dos atores Gabriel Braga Nunes, Tuca Andrada e Marcelo Serrado do elenco da emissora em 2010 teria sido visto como um fato determinamente para que a Record escolhesse Luciano Szafir para interpretar o papel de Franco Albuquerque, pai da personagem Alice.
Somente no final de outubro que seriam anunciados os atores que interpretariam os protagonistas da novela. Depois da definição, a emissora teria imposto certas regras a eles, como não se falarem entre si, não se envolverem em escândalos e não saírem juntos, para não terem uma superexposição na mídia. Em novembro de 2010, tiveram início os workshops destinados à preparação dos seis protagonistas. Até então, a atriz Helena Xavier era cogitada para interpretar a avó do personagem de Chay Suede.

### Cenário e caracterização
Um colégio, denominado Elite Way, foi o cenário da maior parte das tramas da telenovela. Para a caracterização dos alunos foi um uniforme quase idêntico ao utilizado na versão mexicana, deste distingue-se por pautar-se pelo uso de tons azuis ao invés de vermelhos. Uma outra forma de diferenciar a trama brasileira foi estabelecer que os alunos estudariam num regime de semi-internato, podendo sair da escola nos finais-de-semana para retornar às suas casas – na versão mexicana, os alunos estudavam num regime de completo internato (porém, se quisessem sair poderiam). Em decorrência disso, uma cidade cenográfica foi construída para retratar a casa dos pais dos personagens na Ilha de Guaratiba, no Rio de Janeiro. As cenas de discussões entre os personagens se caracterizam pela presença contínua de onomatopeias, como acontece nas histórias em quadrinhos.

### Baixa audiência, saída de Boury e fim abrupto
Em março de 2012, com a estreia da segunda temporada da novela, Margareth Boury resolveu trazer um role-playing game (RPG) místico como um dos temas abordados entre os protagonistas, mas acabou por ter uma recepção negativa de telespectadores. Boury, então, resolveu tirar o RPG da trama a partir de maio de 2012. No mesmo mês, Rebelde começou a marcar entre 5 e 6 pontos de audiência, fato atribuído a sua constante mudança de horário de exibição.[carece de fontes?] Em julho de 2012, a Record, preocupada com a baixa audiência, contratou atores mirins para fazerem parte de um núcleo infantil, sendo influenciada por Carrossel do SBT, que estreou em maio e se tornou um sucesso de audiência da emissora. Em seguida, foi anunciado que Boury iria "tirar férias" do cargo de autora de Rebelde, sendo substituída por um dos roteiristas, Emílio Boechat, a partir de agosto de 2012. Até determinado ponto, Boechat escrevia os capítulos sob supervisão de Boury.[carece de fontes?] Ele acabou assumindo o cargo por completo até o fim da trama. Ainda em agosto, a Record revelou o fim da novela (assim como do grupo musical), sendo previsto inicialmente para novembro, até que de forma abrupta foi apressado para outubro. Devido a essa decisão da emissora, Boechat teve que reescrever os capítulos e o elenco acabou ficando dias sem gravar cenas.

## Exibição
A estreia da produção no Brasil foi motivo de considerável indefinição. Inicialmente fora anunciado apenas o mês em que Rebelde seria exibida – março – mas sem uma data concreta. Posteriormente, quando finalmente fora confirmado que a estreia se daria em 21 de março – mesma data e horário em que seria exibido o primeiro capítulo de Morde & Assopra, próxima "novela das sete" a ser exibida pela TV Globo – a "estratégia" da Record passou a ser questionada. O jornalista Flávio Ricco chegaria a chamar de "ilógica" a decisão de colocar o novo horário de telenovelas para enfrentar o já estabelecido horário "das sete" da TV Globo. A telenovela estreou sendo exibida às 19h.
A partir de 11 de julho de 2011, a emissora anunciou que começaria a exibir Rebelde às 20h30 – uma mudança vista com receio pela equipe envolvida na produção da telenovela, mas que se mostraria acertada: Já no primeiro dia do novo horário, a produção apresentou um aumento na audiência média: 11 pontos ao invés dos 10 até ali obtidos. Após boatos de que a telenovela teria uma nova temporada, a Record confirmou que estenderia o folhetim. A novela passou por 57 mudanças de horário do início ao fim de sua exibição.
Em agosto de 2018, a segunda temporada de Rebelde foi adicionada ao catálogo da plataforma de streaming PlayPlus, da Record.

### Exibição internacional
Como parte da parceira entre a Record e a Televisa, Rebelde chegou a ser cogitada a ser exibida no México, sob o título Rebelde Rio!, o que acabou não acontecendo. Em Angola e Moçambique, a novela foi exibida pelo canal Zap Novelas, entre 7 de novembro de 2012 a 30 de outubro de 2013.
A primeira temporada foi exibida pelo canal pago TLN Network de Moçambique entre 18 de janeiro de 2016 e 9 de janeiro de 2017 substituindo Mar de amor e sendo substituída pela versão mexicana de Rebelde.
| Região     | Canal                              | Título local | Ref.                 |
| ---------- | ---------------------------------- | ------------ | -------------------- |
| Japão      | Record Japan                       | Rebelde      | [ 84 ] [ 85 ] [ 86 ] |
| Angola     | Zap Novelas                        | Rebelde Rio! | [ 83 ]               |
| Moçambique | Zap Novelas TLN Network TV Miramar | Rebelde Rio! | [ 83 ] [ 87 ] [ 88 ] |
| Itália     | LA5                                | Rebelde      | [ 89 ]               |
| Europa     | Record Europa                      | Rebelde      | [ 90 ] [ 91 ]        |
| Cabo Verde | Record Cabo Verde                  | Rebelde      | [ 92 ]               |

## Enredo
O Colégio Elite Way é uma das instituições de ensino mais renomadas do Brasil, onde os alunos têm acesso à educação de alto nível, praticam esportes de elite e vivem em regime de semi-internato – moram no colégio de segunda a sexta-feira e aos fins de semana, podem voltar para casa. Apesar do esquema bastante rígido, as famílias mais ricas do Rio de Janeiro fazem questão de que seus filhos estudem no Elite Way. É o caso de Alice (Sophia Abrahão), Roberta (Lua Blanco), Diego (Arthur Aguiar) e Tomás (Chay Suede), adolescentes rebeldes e cheios de caprichos, que vão descobrir na música um objetivo comum. A eles se juntaram o idealista Pedro (Micael Borges) e a dançarina Carla (Mel Fronckowiak), bolsistas como tantos outros do colégio, que irão arrebatar corações e mudar muita coisa no cotidiano do colégio. A convivência entre os privilegiados de berço e os bolsistas é justamente o estopim de boa parte dos conflitos entre os estudantes. Pedro só não imagina que quando chegar ao Elite Way, vai se apaixonar perdidamente por Alice, e ela também vai se ver envolvida por ele. O romance dos dois terá que vencer muitos obstáculos, como os segredos que envolvem suas famílias e a inveja da mimada filha do diretor da escola, Pilar (Rayana Carvalho), que também se apaixona por Pedro.
Em seus primeiros dias no novo colégio, Pedro conhece Roberta, Diego, Carla e Tomás, que não o aceitam de imediato, mas com o tempo se transformarão em seus melhores amigos. Os romances, conflitos, confusões, alegrias e aventuras não se limitam ao que acontece por trás dos muros do colégio. Quando vão para a casa nos fins de semana, muita coisa acontece. Alice quer que o pai, Franco (Luciano Szafir), se apaixone novamente. Roberta não se entende com a mãe, Eva (Adriana Garambone), uma cantora famosa que sempre a tratou como uma irmã mais nova. Diego gostaria que seu pai, o poderoso empresário Leonardo (Juan Alba), prestasse mais atenção nele e por isso vai aprontar as maiores confusões para chamar atenção. Herdeiro de uma imensa fortuna, Tomás se vê às voltas com seus parentes, a avó e duas primas, que só pensam em gastar todo o seu dinheiro. E Carla, que sonha em ser uma bailarina profissional, está sempre às voltas com sua meia-irmã e modelo Becky (Lana Rhodes) e, por ansiedade, acaba comendo mais do que deveria. Já Pedro volta para a sua nova casa no Rio de Janeiro, um modesto sobrado no subúrbio, onde vive com a mãe Beth (Cláudia Lira) e o irmão Raul (Lucas Cotrim).
É neste mesmo bairro, a Vila Lene, que vivem outros personagens – a maternal Teresa (Cristina Mullins), dona da cantina da escola; e o divertido Genaro (Edwin Luisi), um viúvo que administra com a filha Cilene (Karen Marinho) um animado restaurante que será o primeiro palco da banda. Lá também vive a família do professor Lupi (Rocco Pitanga), um gênio da informática que enriqueceu com a internet; e o professor Vicente (Eduardo Pires), que transformou uma antiga fábrica numa moderna república para jovens. Desde que perdeu o pai quando tinha 13 anos, Pedro vive para a mãe e o irmão. Mas agora que se mudou para o Rio de Janeiro, está ávido por mudanças e novidades, quer viver a plenitude de sua juventude e rebeldia – se apaixonar, cantar, se divertir e também desvendar um mistério – os motivos da morte de seu pai, que envolvem justamente o pai da menina por quem ele se apaixona – Alice.
Apesar das adversidades e de tudo o que os separa, Alice, Pedro, Roberta, Diego, Carla e Tomás serão unidos pela paixão pela música e pelo sonho de viver o agora como se não houvesse amanhã. Com muita rebeldia, eles vão revolucionar suas vidas e a de muitas pessoas em seu caminho.

## Elenco

### Primeira temporada
| Intérprete          | Personagem                                   |
| ------------------- | -------------------------------------------- |
| Sophia Abrahão      | Alice Albuquerque                            |
| Lua Blanco          | Roberta Messi                                |
| Mel Fronckowiak     | Carla Ferrer                                 |
| Micael Borges       | Pedro Costa                                  |
| Arthur Aguiar       | Diego Maldonado                              |
| Chay Suede          | Tomás Campos Sales Penedo                    |
| Rayana Carvalho     | Pilar Araripe                                |
| Adriana Garambone   | Eva Messi Albuquerque                        |
| Luciano Szafir      | Franco Albuquerque                           |
| Juan Alba           | Leonardo Maldonado                           |
| Cássia Linhares     | Silvia Campos Sales Maldonado                |
| Floriano Peixoto    | Dr. Jonas Araripe                            |
| Pedro Cassiano      | Fábio Soares de Castro (Binho)               |
| Adriana Londoño     | Leila Campos Sales                           |
| Carla Diaz          | Márcia Luz Maldonado                         |
| Cláudia Lira        | Elizabeth Costa (Beth)                       |
| Pérola Faria        | Vitória Paz (Vick)                           |
| Michel Gomes        | João Alves                                   |
| Bernardo Falcone    | Téo Marques                                  |
| Eduardo Pires       | Prof. Vicente Antônio Campos                 |
| Lucas Cotrim        | Raul Costa                                   |
| Juliana Xavier      | Beatriz Alves (Bia)                          |
| Zezé Motta          | Dalva Alves (Dadá)                           |
| Antônio Pompêo      | Alceu Alves                                  |
| Lana Rhodes         | Bernarda Pires (Becky)                       |
| Daniel Erthal       | Prof. Artur Paz                              |
| Lisandra Parede     | Débora Torres                                |
| Augusto Garcia      | Prof. Marcelo Macedo                         |
| Veronica Debom      | Profª. Cristina Carvalho (Cris)              |
| Andréa Avancini     | Luciana Pontes (Luli)                        |
| Edwin Luisi         | Genaro Zanetti                               |
| Edwin Luisi         | Osvaldo Zanetti                              |
| Eliana Guttman      | Ofélia Campos Sales                          |
| Karen Marinho       | Cilene Zanetti                               |
| Jhulie Campello     | Maria Gomes                                  |
| Bruno Ahmed         | Roberto Frota (Beto)                         |
| Lucas Crisanti      | Paulo Gaia                                   |
| Yago Lopes          | Saulo Michelin                               |
| Marcos Ferian       | Augusto Albuquerque (Guto)                   |
| Juliana Rolim       | Juliana Limeira (Juju)                       |
| Mariana Cysne       | Maria Eduarda Bóis (Duda)                    |
| Vanessa Gabriel     | Luísa Viana                                  |
| Ana Claudia Padilha | Soraia Melnich (Sossô)                       |
| Roberta Santiago    | Raquel Galvão                                |
| Nanda Ziegler       | Helena Ambrust                               |
| Cristina Mullins    | Teresa Silva                                 |
| Sylvio Meanda       | Deocleciano Epaminondas da Conceição (Pingo) |
| Anita Amizo         | Profª. Bruna                                 |
| Rodolpho Bellos     | Prof. Marco                                  |
| Alessandra Loyola   | Daniela (Dani)                               |

### Segunda temporada
| Intérprete         | Personagem                                   |
| ------------------ | -------------------------------------------- |
| Sophia Abrahão     | Alice Albuquerque                            |
| Lua Blanco         | Roberta Messi                                |
| Micael Borges      | Pedro Costa                                  |
| Arthur Aguiar      | Diego Maldonado                              |
| Chay Suede         | Tomás Campos Sales Penedo                    |
| Mel Fronckowiak    | Carla Ferrer                                 |
| Adriana Garambone  | Eva Messi Albuquerque                        |
| Luciano Szafir     | Franco Albuquerque                           |
| Juan Alba          | Leonardo Maldonado                           |
| Rayana Carvalho    | Pilar Araripe                                |
| Cássia Linhares    | Silvia Campos Sales Maldonado                |
| Floriano Peixoto   | Prof. Jonas Araripe                          |
| Pedro Cassiano     | Fábio Soares de Castro (Binho)               |
| Carla Diaz         | Márcia Luz Maldonado                         |
| Thiago Amaral      | Miguel Zimer                                 |
| Ully Lages         | Lucy Zimer                                   |
| Pérola Faria       | Vitória Paz (Vick)                           |
| Bernardo Falcone   | Téo Marques                                  |
| Lucas Cotrim       | Raul Costa                                   |
| Juliana Xavier     | Beatriz Alves (Bia)                          |
| Michel Gomes       | João Alves                                   |
| Adriana Londoño    | Leila Campos Sales Araripe                   |
| Cláudia Lira       | Elizabeth Costa (Beth)                       |
| Zezé Motta         | Dalva Alves (Dadá)                           |
| Antônio Pompêo     | Alceu Alves                                  |
| Lana Rhodes        | Bernarda Pires (Becky)                       |
| Eduardo Pires      | Prof. Vicente Antônio Campos                 |
| Daniel Erthal      | Prof. Artur Paz                              |
| Lisandra Cortez    | Débora Torres                                |
| Augusto Garcia     | Prof. Marcelo Macedo                         |
| Veronica Debom     | Profª. Cristina Carvalho (Cris)              |
| Marina Rigueira    | Tatiana Torres                               |
| Jhulie Campello    | Maria Gomes                                  |
| Juliana Rolim      | Juliana Limeira (Juju)                       |
| Diego Montez       | Murilo Bragança                              |
| Rafaela Ferreira   | Penélope Fraga                               |
| Mariana Cysne      | Maria Eduarda Bóis (Duda)                    |
| Rodrigo Dorado     | Bernardo                                     |
| Marcos Ferian      | Augusto Albuquerque Lins (Guto)              |
| Antonio Jorge      | Vinícius Bragança                            |
| Karen Marinho      | Cilene Zanetti Paz                           |
| Sylvio Meanda      | Deocleciano Epaminondas da Conceição (Pingo) |
| Osvaldo Romano     | Dr. Jorge Campos                             |
| Cássio Ramos       | Lucas Bergantino                             |
| José Victor Pires  | Sérgio Godoy (Serginho)                      |
| Letícia Pedro      | Rosa Maria                                   |
| João Victor Granja | Artur Filho Paz (Arturzinho)                 |
| Fernanda Ribeiro   | Milena                                       |
| Clara Tiezzi       | Mariana                                      |
| Karize Brum        | Aline                                        |
| Ana Clara Pintor   | Nina                                         |
| Diego Kropotoff    | Caíque                                       |
| Larissa Henrique   | Luana                                        |
| Paulo Leal         | Prof. Tadeu Oliveira                         |
| Anita Amizo        | Profª. Bruna                                 |
| Rodolpho Bellos    | Prof. Marco                                  |
| Alessandra Loyola  | Daniela (Dani)                               |

### Participações especiais
| Intérprete         | Personagem         |
| ------------------ | ------------------ |
| Drauzio Varella    | Dr. Álvaro         |
| Rafael Sardão      | Celso Pompeu       |
| Carlos Bonow       | Leonel             |
| Greta Antoine      | Estela             |
| João Vitti         | Bob Nelson         |
| Valéria Alencar    | Fátima Ferrer      |
| Augusto Vargas     | Augusto Vianna     |
| Alexandre Machafer | César              |
| Silvio Matos       | Valdir             |
| Cláudio Caparica   | Prof. Túlio        |
| Luca Pougy         | Júlio Vasconcelos  |
| Gil Hernandez      | Paulo Rubens       |
| Patrícia Charlotte | Lia                |
| Domingos Antonio   | David              |
| Guilherme Vieira   | Ricardo            |
| Antonio Barboza    | Araújo             |
| Juliane Araújo     | Sônia Gabiano      |
| Rebecca Ahmed      | Mayara             |
| Aléxia Pires       | Solange            |
| Giácomo Pinotti    | Edgar Zimer        |
| João Victor        | Aluno do Elite Way |
| Dulce María        | Ela mesma          |
| Marcos Mion        | Ele mesmo          |
| Rodrigo Faro       | Ele mesmo          |
| Oscar Schmidt      | Ele mesmo          |
| Robson Caetano     | Ele mesmo          |
| Fernando Scherer   | Ele mesmo          |
| Magic Paula        | Ela mesma          |

## Música
Inicialmente, todas as quatorze canções que integram trilha sonora da telenovela foram gravadas e/ou escolhidas especificamente para a telenovela, não estando prevista a regravação de nenhuma das composições originalmente utilizadas pela telenovela mexicana ou pelo grupo compatriota RBD.
A banda NX Zero teve significativa participação na produção da trilha: a música de abertura, gravada pelos seis protagonistas em 14 de março de 2011, foi composta por Di Ferrero, vocalista da banda e o guitarrista Gee Rocha compôs algumas das canções que foram incluídas no primeiro álbum do grupo Rebeldes, composta pelos seis protagonistas da trama. O grupo, originado da telenovela, intitulado Rebeldes, lançou seu álbum de estreia homônimo em 30 de setembro de 2011, originando o single "Do Jeito que Eu Sou", lançado em uma versão original e outra acústica, além de terem ganhado a certificação de disco de ouro pelo álbum, certificado pela Pro-Música Brasil (PMB), que o grupo recebeu no palco do Programa do Gugu, apresentado por Gugu Liberato. Em fevereiro de 2012, no palco do Legendários, apresentado por Marcos Mion, o grupo recebeu o disco de platina pelas 80 mil cópias vendidas do álbum. Em junho de 2012, os integrantes do grupo  receberam o disco de ouro, equivalente a venda de 40 mil cópias, e disco de platina, equivalente a venda de 50 mil cópias, pelo CD e DVD Rebeldes: Ao Vivo, respectivamente.

### Rebeldes
Paralelamente à ficção, se criou um grupo musical, este chamado de Rebeldes, com os seis protagonistas da novela: Lua Blanco (Roberta), Sophia Abrahão (Alice), Mel Fronckowiak (Carla), Arthur Aguiar (Diego), Chay Suede (Tomás) e Micael Borges (Pedro). Eles interpretam os principais temas da novela em suas músicas.
A banda teve grande sucesso, fazendo apresentações em várias cidades brasileiras como São Paulo, Brasília, Salvador, Belo Horizonte e Vitória. O grupo também foi indicado a vários prêmios como Troféu Imprensa, Meus Prêmios Nick e Prêmio Jovem Brasileiro. O público recorde em um show do Rebeldes foi de mais de 80 mil pessoas em Brasília em julho de 2012.
O álbum de estreia do grupo, autointitulado Rebeldes, foi lançado em setembro de 2011 e vendeu 120 mil cópias, recebendo disco de ouro e de platina. Em abril de 2012, o grupo lançou seu primeiro álbum ao vivo e de vídeo, intitulados Rebeldes: Ao Vivo, ambos gravados no Espaço das Américas, em São Paulo. Juntos, o CD e DVD alcançaram uma vendagem total de 140 mil cópias e foram certificados com disco de ouro e de platina, respectivamente. Em dezembro de 2012, o grupo lançou seu segundo e último álbum de estúdio, intitulado Meu Jeito, Seu Jeito.

### Trilha sonora
Trilha Sonora da Novela Rebelde é o álbum de trilha sonora de Rebelde, lançado em 2012 pela EMI Music e Record Entretenimento. Além da trilha composta para os atores principais da novela, foi exibida uma trilha sonora paralela até que a banda Rebeldes fosse formada, com nomes importantes como Adriana Calcanhotto, cantando o tema de Roberta (Lua Blanco) e Diego (Arthur Aguiar), Diego Moraes, cantando o tema da Vila Lene e Luiza Possi, cantando o tema de Eva (Adriana Garambone). Também participam cantores do casting da Record, como Hellen Lyu, cantando o tema de Pilar, e Octávio Cardozzo, cantando o tema de Jonas.

#### Lista de faixas
| N.º            | Título                                               | Compositor(es)                         | Artista                         | Duração |  |
| 1.             | "Rebelde para Sempre"                                | Di Ferrero Gee Rocha Rick Bonadio      | Rebeldes                        | 3:12    |  |
| 2.             | "Desculpe o Auê"                                     | Rita Lee Roberto de Carvalho           | Luiza Possi                     | 2:04    |  |
| 3.             | "Medo de Amar Nº 3"                                  | Péricles Cavalcanti                    | Adriana Calcanhotto             | 3:45    |  |
| 4.             | "De Janeiro a Janeiro"                               | Roberta Campos                         | Roberta Campos part. Nando Reis | 3:09    |  |
| 5.             | "Agito e Uso"                                        | Angela Ro Ro                           | Hellen Lyu                      | 4:21    |  |
| 6.             | "Garoto Errado"                                      | Manu Gavassi                           | Manu Gavassi                    | 2:39    |  |
| 7.             | "Blackout"                                           | Edukiw João Plinta                     | Faibe                           | 3:20    |  |
| 8.             | "Me Liga"                                            | Herbert Vianna                         | Brunna & Mateus                 | 2:51    |  |
| 9.             | "Você tá de Bobeira"                                 | Leonardo Brandão Marcelo Brandão       | Fernanda Pinho                  | 3:12    |  |
| 10.            | "Talvez"                                             | Dudu Falcão Marcus Menna               | Antiquarius                     | 3:47    |  |
| 11.            | "Só pro Meu Prazer"                                  | Leoni Fabiana Kherlakian               | Gabriel Guerra                  | 3:37    |  |
| 12.            | "Te Amo, Que Mais Posso Dizer (More Than I Can Say)" | Sonny Curtis Jerry Allison J. Oliveira | Ricardo & Eduardo               | 2:36    |  |
| 13.            | "Do Meu Lado"                                        | Erick von Sohsten Adriana Pessoa       | Erick von Sohsten               | 4:16    |  |
| 14.            | "Café Soçaite"                                       | Miguel Augusto                         | Diego Moraes                    | 2:51    |  |
| 15.            | "Conga, Conga, Conga"                                | Mister Sam                             | Marília Bessy                   | 2:44    |  |
| Duração total: | Duração total:                                       | Duração total:                         | Duração total:                  | 45:44   |  |

## Recepção

### Audiência
Rebelde era vista como uma "aposta" de sua emissora, sendo alvo de ampla divulgação nos dias que antecederam sua estreia. Seu primeiro capítulo estreou com 9 pontos, índices de audiência extremamente satisfatórios, considerando a medição da cidade de São Paulo. Uma pesquisa realizada no portal iG apontaria que apenas um terço dos votantes pretendia assistir a estreia – os demais pretendiam assistir Morde & Assopra, telenovela da TV Globo que seria exibida na mesma faixa de horário. O jornalista Fernando Oliveira comentou que a enquete mostrou-se "certa" após os índices de ambas as produções serem contabilizados: Rebelde obteria menos que a metade da audiência conquistada por Morde & Assopra naquele dia e menos que Bela, a Feia, coprodução Record-Televisa anterior, havia conseguido em sua estreia.
No decorrer dos meses, a telenovela manteve uma audiência fixa, sempre obtendo entre 11 e 12 pontos na medição do Ibope em São Paulo. Em outras capitais nas quais o Ibope realiza a medição da audiência, a telenovela estaria obtendo índices ainda mais favoráveis: durante o mês de maio de 2011, Rebelde manteve uma média de 23 pontos em Belém, 15 em Brasília e 14 no Rio de Janeiro. No capítulo exibido no dia 12 de julho de 2011, Rebelde teve sua maior audiência marcando 13 pontos com picos de 14.
Em sua segunda temporada, a novela, que vinha mantendo bons índices de até 9 e 10 pontos de audiência, passou a oscilar entre 4 e 7 pontos de média, ficando sempre em terceiro lugar, consequência da constante mudança de seu horário de exibição e o sucesso de Carrossel, exibida pelo SBT. Com a entrada do horário político, em 21 de agosto de 2012, Rebelde passou a bater de frente com a telenovela Avenida Brasil, exibida pela TV Globo, o que manteve a audiência em 5 pontos. Rebelde chegou a registrar apenas 3 pontos de média e ficou em terceiro lugar. Em 2 de outubro, a novela alcançou sua menor audiência, marcando apenas 2 pontos. Em seu último capítulo, transmitido em 12 de outubro de 2012, Rebelde marcou 3 pontos.

### Prêmios e indicações
| Ano  | Prêmio                       | Categoria                         | Indicação                                                    | Resultado |
| ---- | ---------------------------- | --------------------------------- | ------------------------------------------------------------ | --------- |
| 2011 | Prêmio Jovem Brasileiro      | Melhor Série Jovem                | Rebelde                                                      | Venceu    |
| 2011 | Meus Prêmios Nick            | Programa de TV Favorito           | Rebelde                                                      | Venceu    |
| 2011 | Meus Prêmios Nick            | Atriz Favorita                    | Sophia Abrahão                                               | Venceu    |
| 2011 | Troféu Raça Negra            | Melhor Ator                       | Micael Borges                                                | Venceu    |
| 2011 | Troféu Raça Negra            | Melhor Ator                       | Michel Gomes                                                 | Indicado  |
| 2011 | Troféu Raça Negra            | Melhor Ator                       | Rocco Pitanga                                                | Indicado  |
| 2011 | Troféu Raça Negra            | Melhor Ator                       | Antônio Pompêo                                               | Indicado  |
| 2011 | Troféu Raça Negra            | Melhor Atriz                      | Zezé Motta                                                   | Indicado  |
| 2011 | Troféu Raça Negra            | Melhor Atriz                      | Juliana Xavier                                               | Indicado  |
| 2011 | Capricho Awards              | Melhor Programa de TV             | Rebelde                                                      | Venceu    |
| 2011 | Capricho Awards              | Melhor Beijo da Ficção            | Roberta Messi e Diego Maldonado (Lua Blanco e Arthur Aguiar) | Venceu    |
| 2011 | Prêmio Extra de Televisão    | Melhor Novela                     | Rebelde                                                      | Indicado  |
| 2011 | Prêmio Extra de Televisão    | Melhor Revelação Feminina         | Lua Blanco                                                   | Indicado  |
| 2011 | Prêmio Extra de Televisão    | Melhor Revelação Masculina        | Chay Suede                                                   | Venceu    |
| 2011 | Prêmio Extra de Televisão    | Melhor Tema Musical               | "Rebelde para Sempre", Rebeldes                              | Indicado  |
| 2011 | Prêmio Extra de Televisão    | Melhor Figurino                   | Rebelde                                                      | Indicado  |
| 2011 | UOL PopTevê                  | Melhor Telenovela                 | Rebelde                                                      | Venceu    |
| 2011 | UOL PopTevê                  | Atriz Revelação                   | Lua Blanco                                                   | Venceu    |
| 2011 | UOL PopTevê                  | Atriz Revelação                   | Mel Fronckowiak                                              | Indicado  |
| 2011 | UOL PopTevê                  | Ator Revelação                    | Arthur Aguiar                                                | Venceu    |
| 2011 | UOL PopTevê                  | Ator Revelação                    | Chay Suede                                                   | Indicado  |
| 2012 | Prêmio Arte Qualidade Brasil | Melhor Atriz Revelação Telenovela | Lua Blanco                                                   | Indicado  |
| 2012 | Prêmio Arte Qualidade Brasil | Melhor Ator Revelação Telenovela  | Chay Suede                                                   | Venceu    |
| 2012 | Prêmio Arte Qualidade Brasil | Melhor Direção de Telenovela      | Ivan Zettel                                                  | Indicado  |
| 2012 | Troféu Imprensa              | Melhor Novela                     | Rebelde                                                      | Indicado  |
| 2012 | Troféu Imprensa              | Melhor Ator                       | Chay Suede                                                   | Indicado  |
| 2012 | Troféu Imprensa              | Revelação do Ano                  | Mel Fronckowiak                                              | Indicado  |
| 2012 | Troféu Internet              | Melhor Novela                     | Rebelde                                                      | Venceu    |
| 2012 | Troféu Internet              | Melhor Ator                       | Chay Suede                                                   | Venceu    |
| 2012 | Troféu Internet              | Melhor Atriz                      | Mel Fronckowiak                                              | Venceu    |
| 2012 | Troféu Internet              | Revelação do Ano                  | Mel Fronckowiak                                              | Venceu    |
| 2012 | Prêmio Contigo! de TV        | Revelação da TV                   | Lua Blanco                                                   | Indicado  |
| 2012 | Prêmio Jovem Brasileiro      | Melhor Série da TV                | Rebelde                                                      | Venceu    |
| 2012 | Meus Prêmios Nick            | Programa de TV Favorito           | Rebelde                                                      | Indicado  |
| 2012 | Meus Prêmios Nick            | Atriz Favorita                    | Lua Blanco                                                   | Indicado  |
| 2012 | Meus Prêmios Nick            | Personagem de TV Favorito         | Alice Albuquerque (Sophia Abrahão)                           | Indicado  |
| 2012 | Prêmio Extra de Televisão    | Ídolo Teen                        | Lua Blanco                                                   | Indicado  |
| 2012 | Prêmio Extra de Televisão    | Ídolo Teen                        | Arthur Aguiar                                                | Indicado  |
| 2012 | Capricho Awards              | Melhor Beijo da Ficção            | Roberta Messi e Diego Maldonado (Lua Blanco e Arthur Aguiar) | Venceu    |
| 2013 | Troféu Imprensa              | Melhor Atriz                      | Lua Blanco                                                   | Indicado  |
| 2013 | Troféu Imprensa              | Melhor Ator                       | Arthur Aguiar                                                | Indicado  |